# II. Izabella spanyol királynő
II. Izabella (spanyolul: Isabel II, ismert ragadványnevén: a hagyományos királynő, spanyolul: la Reina Castiza; Madrid, Spanyolország, 1830. október 10. – Párizs, Franciaország, 1904. április 9.), Bourbon-házból származó spanyol infánsnő, Asztúria hercegnője 1830-as születésétől apja 1833-ban bekövetkezett haláláig, majd Spanyolország királynője 1868-as trónfosztásáig.
Nem sokkal születése előtt, 1830-ban édesapja, VII. Ferdinánd spanyol király a pragmatica sanctióban biztosította leánya utódlását, fiúörökös hiányában. Végül apja 1833-as halálát követően, harmadik születésnapja előtt egy hónappal lépett trónra, édesanyja, Mária Krisztina királyné régenségével. Utódlását azonban nagybátyja, Molina grófja (a karlista csoportosulás alapítója és névadója) vitatta, így már 1833-ban polgárháború tört ki, amit további három követett.
Izabella uralkodása alatt (anyja régenssége idején) Spanyolország abszolút monarchiából alkotmányos monarchiává vált. Regnálását a nagybátyjával folytatott küzdelmek sora, valamint politikai intrikák és bizonytalan kormányzás jellemezte, amit jól mutat, hogy Izabella huszonkilenc éves uralkodása alatt hatvan különböző kormányalakításra került sor. Az 1868-as dicsőséges forradalom során leváltották, ám hivatalosan csak 1870-ben mondott le a trónról.
A királynő unokatestvérével, Ferenc de Asís, Cádiz hercegével kötött házasságából öt gyermeke született, köztük a későbbi XII. Alfonz spanyol király is. Emellett férje, Ferenc közismert homoszexualitásáról, a királynő maga pedig számtalan szeretőjéről (politikusok, katonatisztek stb.) vált ismertté, akik közül többet gyermekei biológiai apjukként feltételeznek a történészek. Izabella hetvenhárom éves korában, 1904-ben hunyt el franciaországi emigrációban.

## Élete

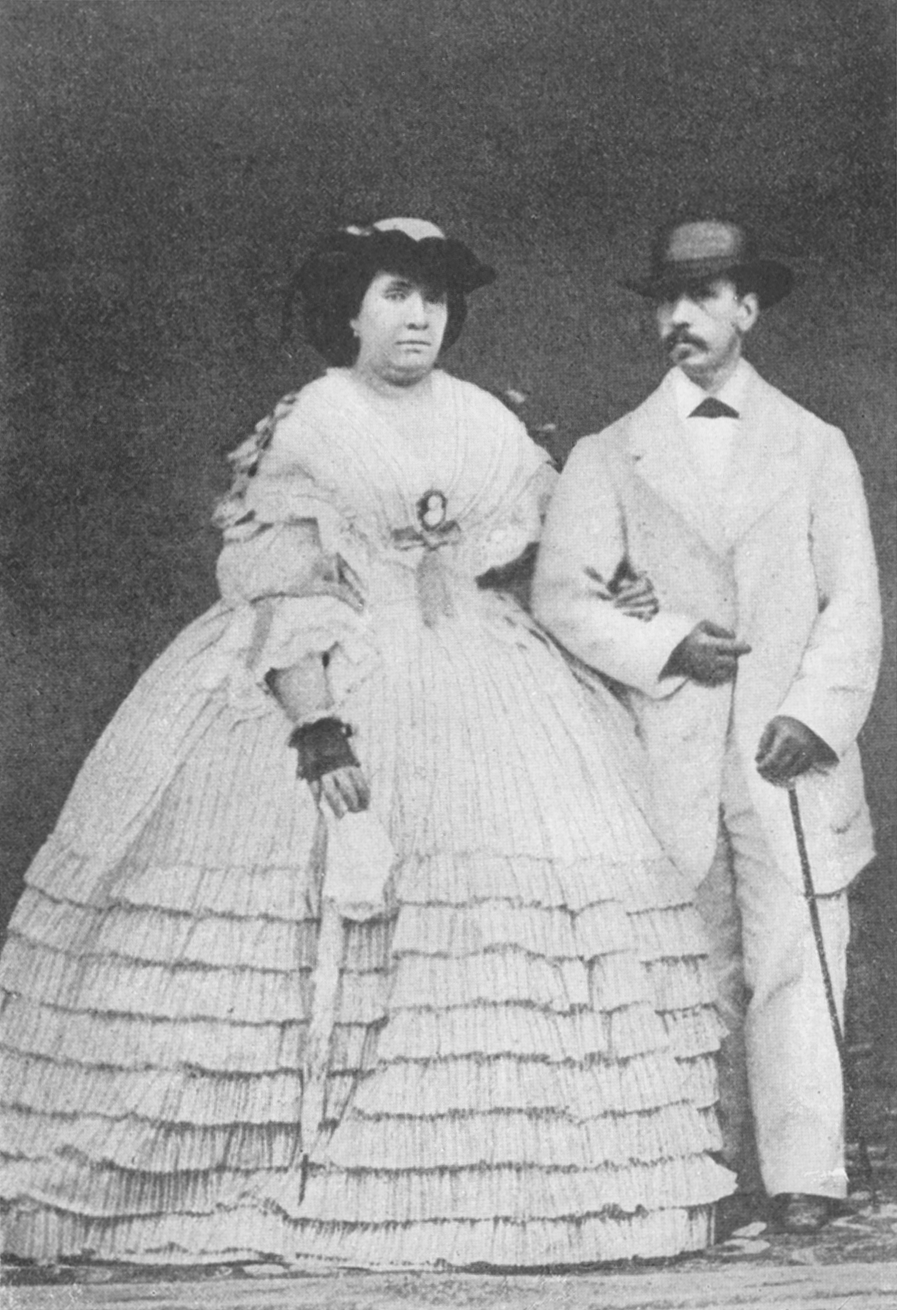
II. Izabella és férje, Bourbon Ferenc király

VII. Ferdinánd spanyol királynak és negyedik feleségének, Bourbon Mária Krisztina szicíliai királyi hercegnőnek, I. Ferenc nápoly–szicíliai király lányának a legidősebb lánya. Apja a régi kasztíliai trónöröklés visszaállításával, amely fiúgyermek hiányában a mindenkori uralkodó lányát az uralkodó öccsével szemben a trónöröklésben előbbre helyezte, jelölte lányát a trónra. Ezt a spanyol Pragmatica sanctio tette lehetővé, amelyet VII. Ferdinánd még Izabella születése előtt, 1830. március 29-én bocsátott ki. A női trónöröklést a Bourbon-ház trónra léptével (1700) hatályon kívül helyeztek, és a száli frank trónöröklést vezették be. Ez utóbbi értelmében VII. Ferdinánd öccsének, Károlynak kellett volna követnie a trónon a királyt, aki bátyja halála után fellépett a nőuralom ellen, és önmagát tartotta a jog szerinti királynak V. Károly néven. Követőit nevezték karlistáknak. II. Izabellát közvetlenül apja halála után, 1833. szeptember 29-én, háromévesen kiáltották ki királynővé, és nevében anyja, Mária Krisztina királyné vette át a régensséget egészen 1840. október 17-éig. Ekkor a régens anyakirálynét lemondatták, és Baldomero Espartero (1792–1879) lett a régens, őt 1843. július 23-án Joaquín María López (1798–1855) váltotta fel a tisztségében,  végül a Cortes 1843. november 8-án nagykorúvá nem nyilvánította a 13 éves királynőt. 1846. október 10-én a 16. születésnapján feleségül ment elsőfokú unokatestvéréhez, a homoszexuális Bourbon Ferenc cádizi herceghez, aki a házassága révén megkapta a királyi címet, de nem vált társuralkodóvá. Húgával, Mária Lujzával kettős esküvőt tartottak, aki egy másik unokatestvérükhöz, Orléans-i Antal francia királyi herceghez, I. Lajos Fülöp francia király egyik fiához ment feleségül. II. Izabella több vetélés után öt év múlva, 1851-ben egészséges kislányt szült, Izabella hercegnőt, aki hat éven keresztül 1857-ig, öccse, a későbbi XII. Alfonz spanyol király születéséig az Asztúria hercegnője címmel együtt a spanyol trónörökös pozícióját élvezte. 

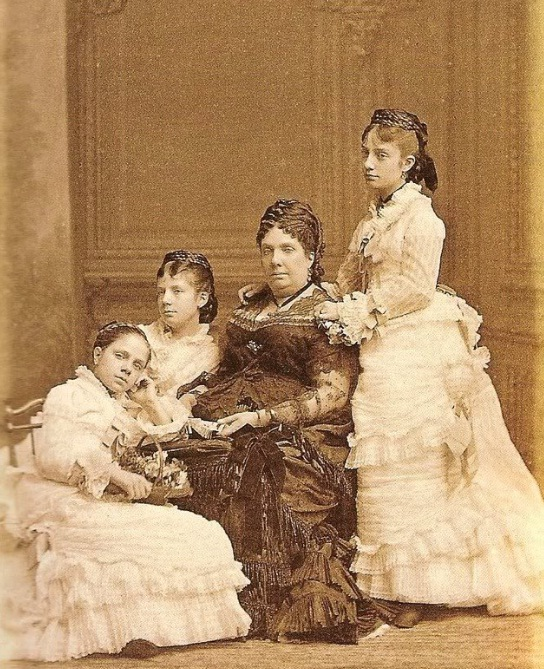
II. Izabella a három fiatalabb lányával: Mária del Pilar, Mária de Paz és Eulália infánsnőkkel

Férje homoszexualitása miatt II. Izabella gyermekei apjának a királynő aktuális szeretőit tekintették, de erre a mai napig semmi bizonyíték nincsen. Számos merényletet követtek el ellene, de mindegyiket könnyebb sérülésekkel túlélte. 1868 szeptemberében Juan Prim (1814–1870), és Francisco Serrano (1810–1885) tábornokok felkelése következtében trónfosztották, és a királynő III. Napóleon francia császárhoz menekült formális lemondás nélkül. 1870-ben mondott le fia, XII. Alfonz javára, aki végül 1874-ben léphetett trónra. Fia első esküvőjén Mária de las Mercedes orléans-i hercegnővel 1878. január 23-án Madridban nagy feltűnést keltett a száműzött királynő megjelenése. Fia tüdőbajban szenvedett, és még szülei életében, 1885-ben meghalt anélkül, hogy megérte volna fia születését, aki 1886-ban jött csak a világra. Izabella rossz néven vette, hogy nem őt, hanem menyét, Habsburg–Tescheni Mária Krisztina spanyol királynét nevezték ki régenssé a születendő és megszületett unokája, XIII. Alfonz spanyol király nevében. A trónfosztás után férjétől külön élt, de hivatalosan sohasem váltak el. Dédnagymamaként Párizsban halt meg.
A Steven Spielberg rendezte Amistad című filmben megjelenik a kiskorú királynő is Anna Paquin szereplésével.

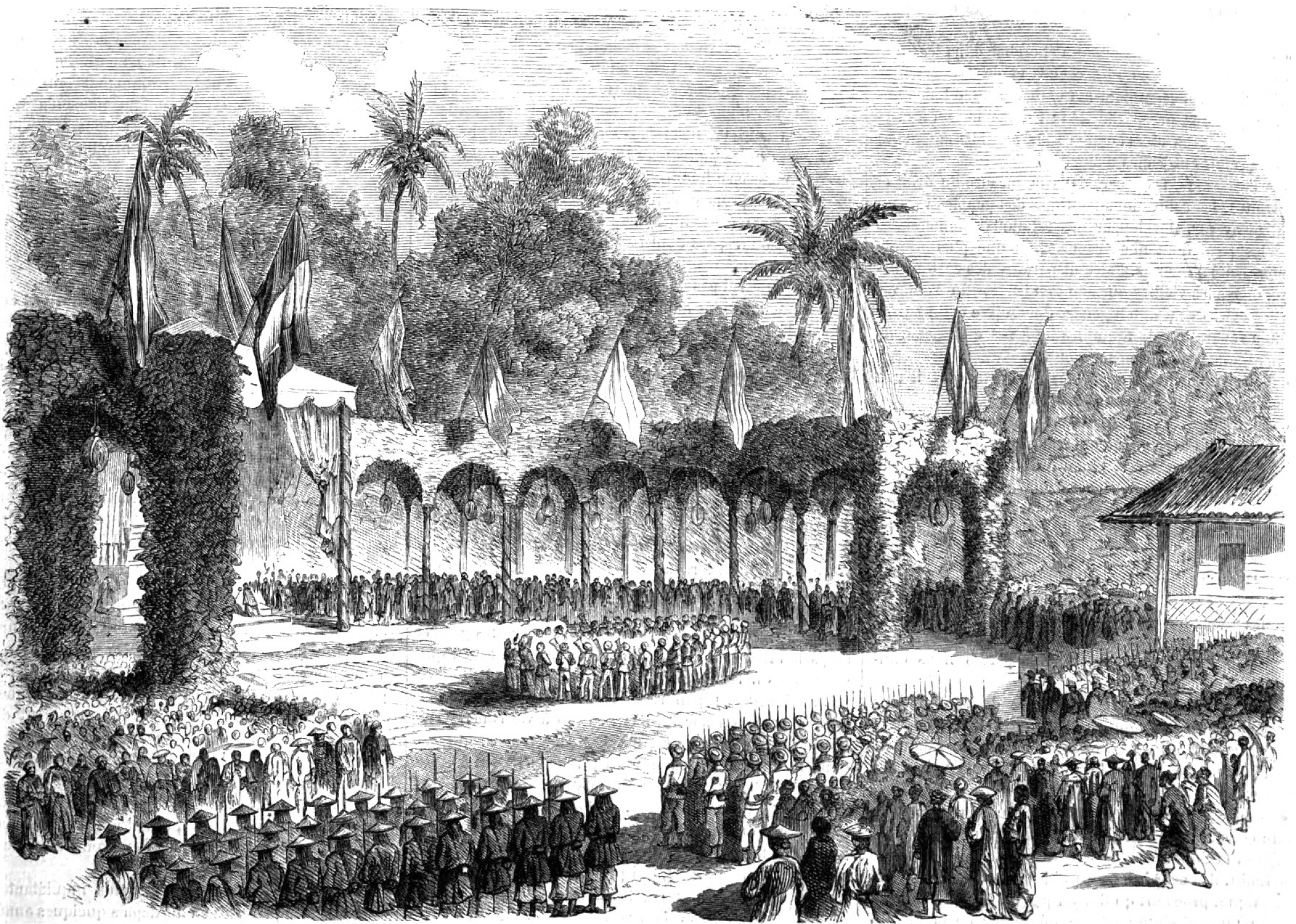
II. Izabella spanyol királyné ünnepe Saigonban, 1863. január 17-én.

## Gyermekei
Izabella királynőnek és férjének, Ferenc de Asís királynak összesen tizenkét gyermeke született, akik közül csak öten élték meg a felnőttkort:

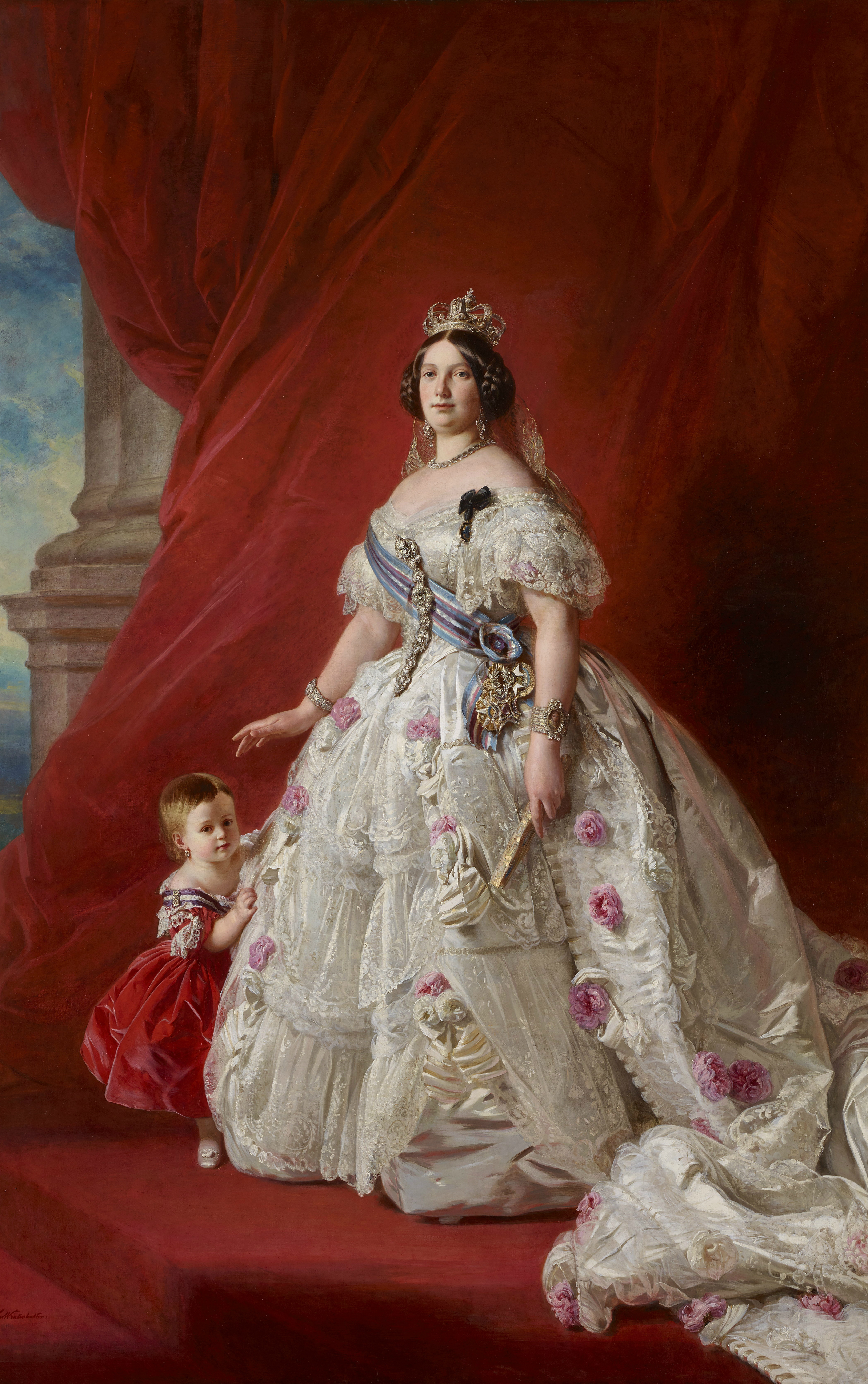
Izabella királynő legidősebb leányával, Izabella, Asztúria hercegnőjével (Franz Xaver Winterhalter, 1852.)

- Lajos infáns (1849. május 20.), a szülés során elhunyt.
- Ferdinánd infáns (1850. július 11.), születése napján meghalt.
- Mária Izabella Franciska de Asís, Asztúria hercegnője (1851. december 20. – 1931. április 22.), a hercegnő a madridi királyi palotában született, jellegzetes orra miatt a La Chata becenévvel illették. Öccse születéséig a Spanyol Birodalom várományosa volt. 1868-ban házasodott össze nagybátyjával, Kajetán herceggel, Girgenti grófjával. Férje 1871-ben öngyilkosságot követett le, három éves házasságuk alatt pedig nem született gyermekük. Izabella nem ment újból férjhez, haláláig családja nem legnépszerűbb tagja maradt az országban.
- Mária Krisztina infánsnő (1854. január 5. – 1854. január 8.), pár napos korában elhunyt.
- halva született gyermek (1855. szeptember 24.)
- halva született gyermek (1856. június 21.)
- XII. Alfonz spanyol király (1857. november 28. – 1885. november 25.), nővéréhez hasonlóan a madridi királyi palotában született. A száműzetés évei alatt édesanyja 1870-ben lemondott a trónról a javára, ám ténylegesen csak 1874-ben lett az ország királya. Kétszer házasodott: első feleségétől, egyben első-unokatestvérétől, Mária de las Mercedes orléans-i hercegnőtől nem születtek gyermekei, majd második, Ausztriai Mária Krisztinával való kapcsolatából két leánya és egy fia, a későbbi XIII. Alfonz király származott.
- Mária de la Concepción infánsnő (1859. december 26. – 1861. október 21.), meghalt egyéves korában.
- Mária del Pilar Berengária Izabella Franciska de Asís infánsnő (1861. június 4. – 1879. augusztus 5.), testvéreihez hasonlóan a madridi királyi palotában született. Több férjjelölt is szóba került, többek között III. Napóleon francia császár egyetlen fia, Napóleon Lajos herceg, sőt, még Rudolf osztrák–magyar trónörökös is. Az infánsnő azonban sosem házasodott meg, mivel 1879-ben, mindössze tizennyolc éves korában váratlanul elhunyt.
- Mária de la Paz Johanna Amália Aldalberta Franciska de Paula infánsnő (1862. június 23. – 1946. december 4.), a madridi királyi palotában született. 1883-ban ment hozzá első-unokatestvéréhez, Lajos Ferdinánd bajor herceghez, aki édesanyja Amália del Pilar, az infánsnő nagynénje, egyben keresztanyja volt. Két fia és egy leánya született.
- Mária Eulália Franciska de Asís  infánsnő (1864. február 12. – 1958. március 8.), szintén első-unokatestvérével kötött házasságot, Antal, Galliera hercegével, I. Lajos Fülöp francia király unokájával. Két fiú gyermeke érte meg a felnőttkort.
- Ferenc de Asís Lipót infáns (1866. január 24. – 1866. február 14.), pár napos korában elhunyt.